# 群集シミュレーション
群集シミュレーション（ぐんしゅうシミュレーション、英語：Crowd simulation）は、非常に多くの物やキャラクターの動きをシミュレートするプロセスのことを指し、映画などの3次元コンピュータグラフィックスにおいてよく使われる技術である。群集のシミュレーションのほかに、観察された人間の振る舞いや相互作用を考慮に加えることで、群集の総体としての振る舞いが再現される。これは、バーチャル映画（Virtual cinematography）の製作方法である。
群集シミュレーションは、スケルトンやボーン（物体に仮想的骨格を入れて動かす方法）といった伝統的な手法を使ったアニメーションで可能な範囲よりも多くのキャラクターがシーンに求められる際に必要とされる。群集のシミュレートは、個々にシミュレートされたキャラクターや物の全体的な制御を可能にし、費用対効果をもたらす。
アニメーターは通常、キャラクター全体、あるいは個別のボディパーツの動きのライブラリを作成する。工程をシンプルにするために、これらの動きは、モーフターゲット（Morph target animation。モーフィングも参照）として作られる。動きはソフトウェアによって自動的に振り付けされて生成されることもある。

## 群集シミュレーションソフトウェア
- Alice Software by the Moving Picture Company
- Golaem Crowd
- Houdini
- Massive (software)
- Miarmy
- Quadstone Paramics
- Pedestrian Dynamics
- VISSIM